# Jasionóweczka
Jasionóweczka [jaɕɔnuˈvɛt͡ʂka] est un village polonais de la gmina de Jasionówka dans le powiat de Mońki et dans la voïvodie de Podlachie. Il se situe à environ 2 kilomètres à l'ouest de Jasionówka, à 15 kilomètres à l'est de Mońki et à 33 kilomètres au nord de Bialystok. 